# I LAND (山崎育三郎のアルバム)
『I LAND』は、山崎育三郎のアルバム。2018年7月25日に発売。

## 概要
自身初のオリジナル・アルバム。シングル曲である「Congratulations」「あいのデータ」「Keep in touch」の3曲を含む11曲。初回盤限定でDVDの他にフォトスタンドが封入される。

## 販売形態
- 初回限定盤[1]
  - CD+DVD+フォトスタンド
- 通常盤[2]
  - CD

## 収録曲

### CD
初回盤・通常盤共通
1. I LAND
作詞：山崎育三郎・山本成美
作曲・編曲：大場康司
2. Congratulations
作詞・作曲：今井了介・久保田真悟・栗原暁
編曲：今井了介
テレビ朝日金曜ナイトドラマあいの結婚相談所テーマソング。
3. Get yourself
作詞：山本成美
作曲・編曲：Kensuke Inage
4. あいのデータ
作詞：ヒロイズム・SHIROSE
作曲：ヒロイズム・SHIROSE・aqua
編曲：ファンタジ
テレビ朝日金曜ナイトドラマあいの結婚相談所テーマソング。
5. Turning point
作詞：山本成美
作曲：Koshin
編曲：Shunya Shimizu
6. TOKYO
作詞：nozomi
作曲・編曲：KOUGA
7. 宿命
作詞：Dew
作曲：Koshin
編曲：Shunya Shimizu
8. Beginning
作詞：jam
作曲：多保孝一
編曲：Kaoru Inoue
9. smile
作詞・作曲：nozomi
編曲：原田雄一
10. ヒカリ
作詞：山崎育三郎
作曲：山崎育三郎・Koshin
編曲：Shunya Shimizu
11. Keep in touch
作詞：山崎育三郎
作曲・編曲：宗本康兵
TBSテレビひるおび6月度エンディングテーマ。

### DVD
※初回盤のみ。
- I LAND ミュージックビデオ&メイキング